# Viale San Martino (Messina)
Il Viale San Martino è un viale situato nella zona centrale della città di Messina, particolarmente noto per essere ricco di negozi di vario tipo e bar.

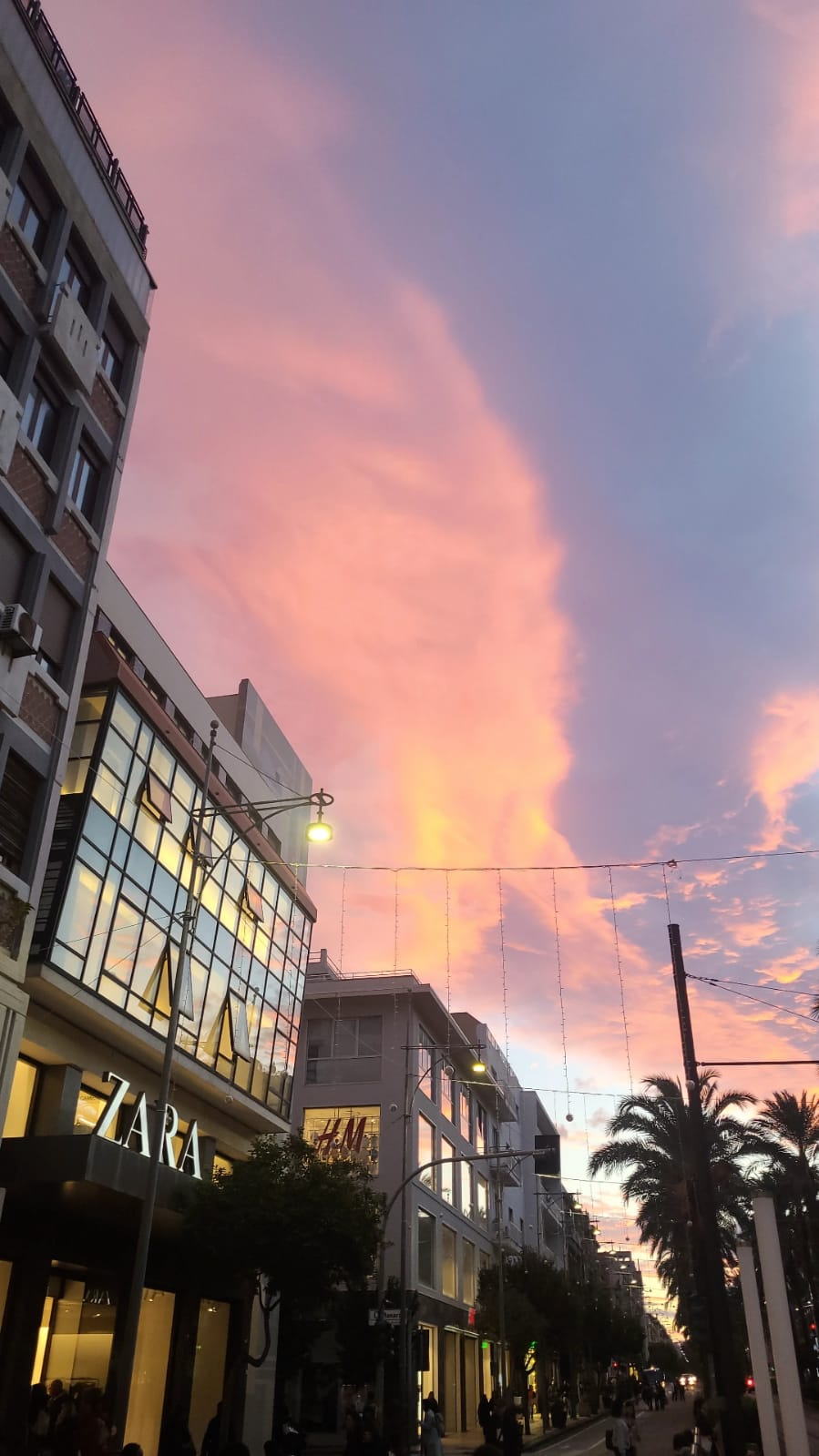
Edifici di un tratto del Viale San Martino di Messina

## Caratteristiche
Il Viale San Martino nasce formalmente dalla cortina del porto, dove sono situati il Palazzo Reale di Messina (attuale dogana) e il Palazzo della Banca Commerciale Italiana e termina oltre la Villa Dante, nel quartiere Provinciale. Tuttavia in maniera poco formale, i cittadini identificano l'inizio del viale con Piazza Cairoli, la piazza più importante di Messina dopo Piazza Duomo. Il viale è caratterizzato da un corridoio centrale dove scorre la linea tramviaria di Messina, nei cui lati sono poste delle palme decorative. Lo stile architettonico degli edifici è una mescolanza tipica della ricostruzione di Messina post-terremoto e della speculazione edilizia anni 50 e 60. Tra i vari stili possiamo annoverare: l'eclettismo, il liberty, il razionalismo italiano, il neorealismo, il brutalismo. 

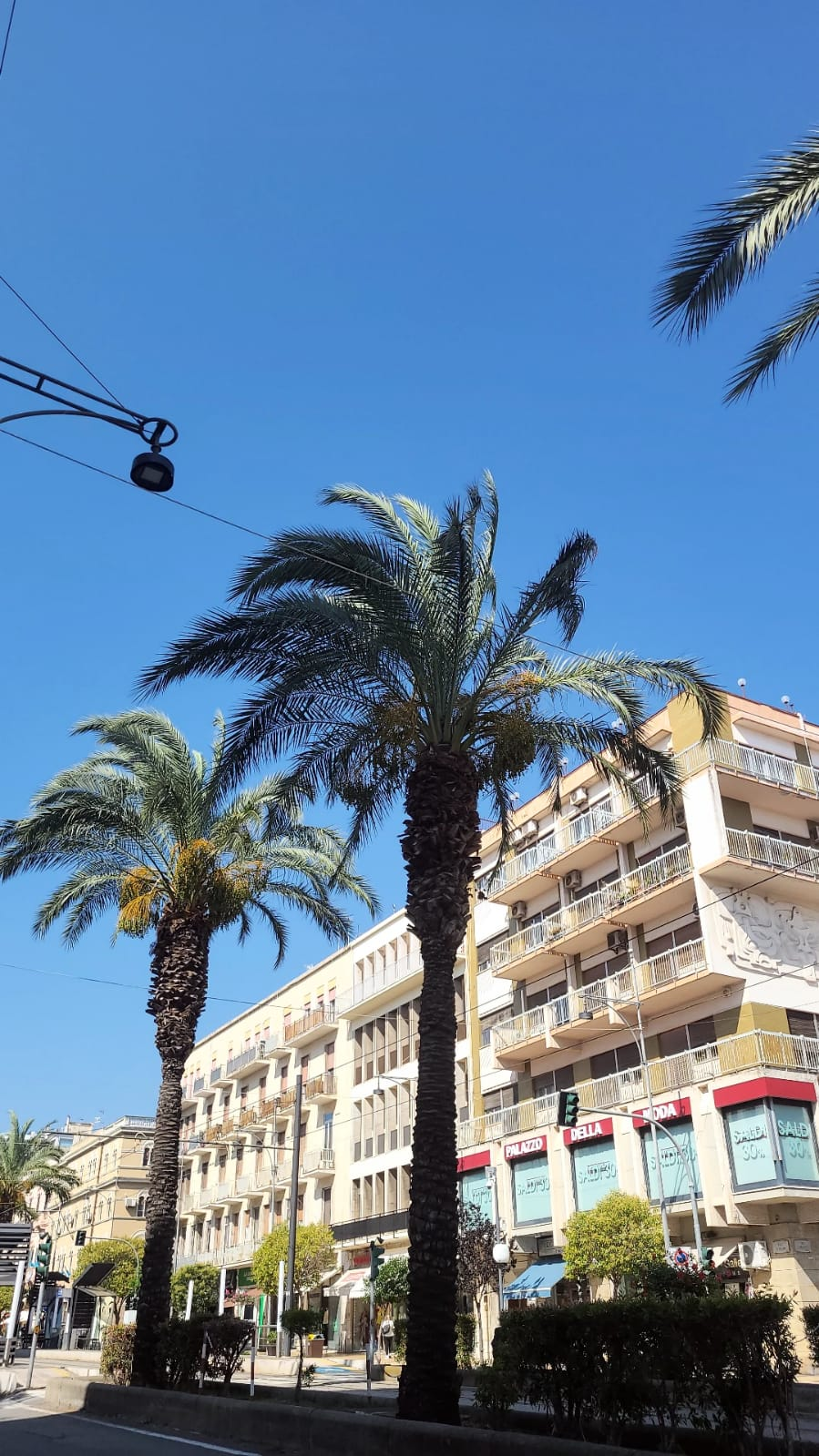
Tratto principale del Viale San Martino di Messina

## Attività Commerciali
Il Viale San Martino ospita molti dei principali brand o magazzini presenti in città, tra cui: Zara, H&M, Doppelganger, Pandora, Alcott, Geox, Yves Rocher, Dan John, Stradivarius, Yamamay, Coin, Deichmann e Foot Locker. A Piazza Cairoli invece sono presenti: Tezenis, Intimissimi, Wycon, Carpisa e OVS, oltre a fast food come McDonald's e KFC e il negozio di elettronica Euronics. Nella parallela Via dei Mille invece sono presenti: Lacoste, Montblanc, Bata e Piquadro.
Tra i bar in zona degni di nota possiamo menzionare: Irrera 1910, Miscela d'Oro 1946, Gotha, Bond, Trinacria, Mood Cafè, Casaramona e Ritrovo Rinascente.

## Storia
Il piano di ampliamento di Messina del 1869, prevedeva una nuova espansione della città verso sud, con la creazione di ampie piazze e viali, come Piazza Cairoli e il viale largo ottocentesco che univa il porto alla città nuova. La città progettata era razionale e spaziosa, dotata di alberature, passeggiate e tram, e collegata alla stazione ferroviaria. Questo piano avrebbe dovuto essere completato nei primi anni del Novecento, ma la realizzazione fu interrotta dal terremoto del 1908. Nella ricostruzione, la Piazza Cairoli venne trasformata in una "piazza giardino", un punto di connessione tra la Messina ottocentesca e la nuova pianificazione urbana.
Nel corso del Novecento, la città si adattò alle nuove esigenze moderne, con modifiche alla viabilità, la rimozione di alcuni elementi decorativi e l'introduzione di nuovi edifici. Gli anni ’20 e ’30 videro il passaggio dal razionalismo giolittiano al fascismo, con l’obelisco mussoliniano a piazza Cairoli, che venne distrutto durante la Seconda Guerra Mondiale. La ricostruzione post-bellica portò a nuove modifiche urbanistiche, inclusi allargamenti delle strade e la sostituzione dei tram con mezzi privati. Negli anni '60 e '70, la città conobbe un periodo di grande trasformazione con l'emergere di palazzi moderni, il cambiamento delle facciate e un aumento del traffico automobilistico. Piazza Cairoli divenne un luogo centrale della vita cittadina.
Negli anni ’80, la zona intorno a piazza Cairoli fu soggetta a nuove modifiche, tra cui l'introduzione delle rotatorie e la crescente presenza di automobili. Le rotatorie divennero un simbolo della viabilità moderna. Nel 1996, fu pianificata la realizzazione di una nuova linea tramviaria (quella precedente era stata smantellata da decenni), che venne attivata nel 2003, portando una grande rivoluzione nel sistema di trasporto urbano. Tuttavia, il ritorno del tram suscitò delle critiche, con molti che desideravano mantenere il vialone come una "freeway" moderna stile americano. I messinesi dibattono su quale assetto sia meglio che il viale assuma: da un lato il progresso, l'ecologia, il benessere, la sicurezza pedonale, l'estetica e i trasporti pubblici mentre dall'altro la voglia di un ritorno del vecchio concetto di strada anni 70, legato principalmente alla circolazione dei mezzi privati e all'aspetto meramente funzionale. Tale dibattito non ha assunto solo un carattere puramente ideologico, ma anche politico, con il centro destra contro la pedonalizzazione e la mobilità sostenibile ed il centro e il centro sinistra a favore; e generazionale, con i giovani tendenzialmente a favore della pedonalizzazione e del tram e gli anziani a favore della strada larga e percorribile dai mezzi privati, mentre i cittadini di mezza età si dividono tra le due correnti di pensiero. Da non trascurare anche il dibattito sociale, che vede i commercianti divisi tra chi sostiene che la pedonalizzazione comporti un numero minore di clienti e chi invece sostiene il contrario.

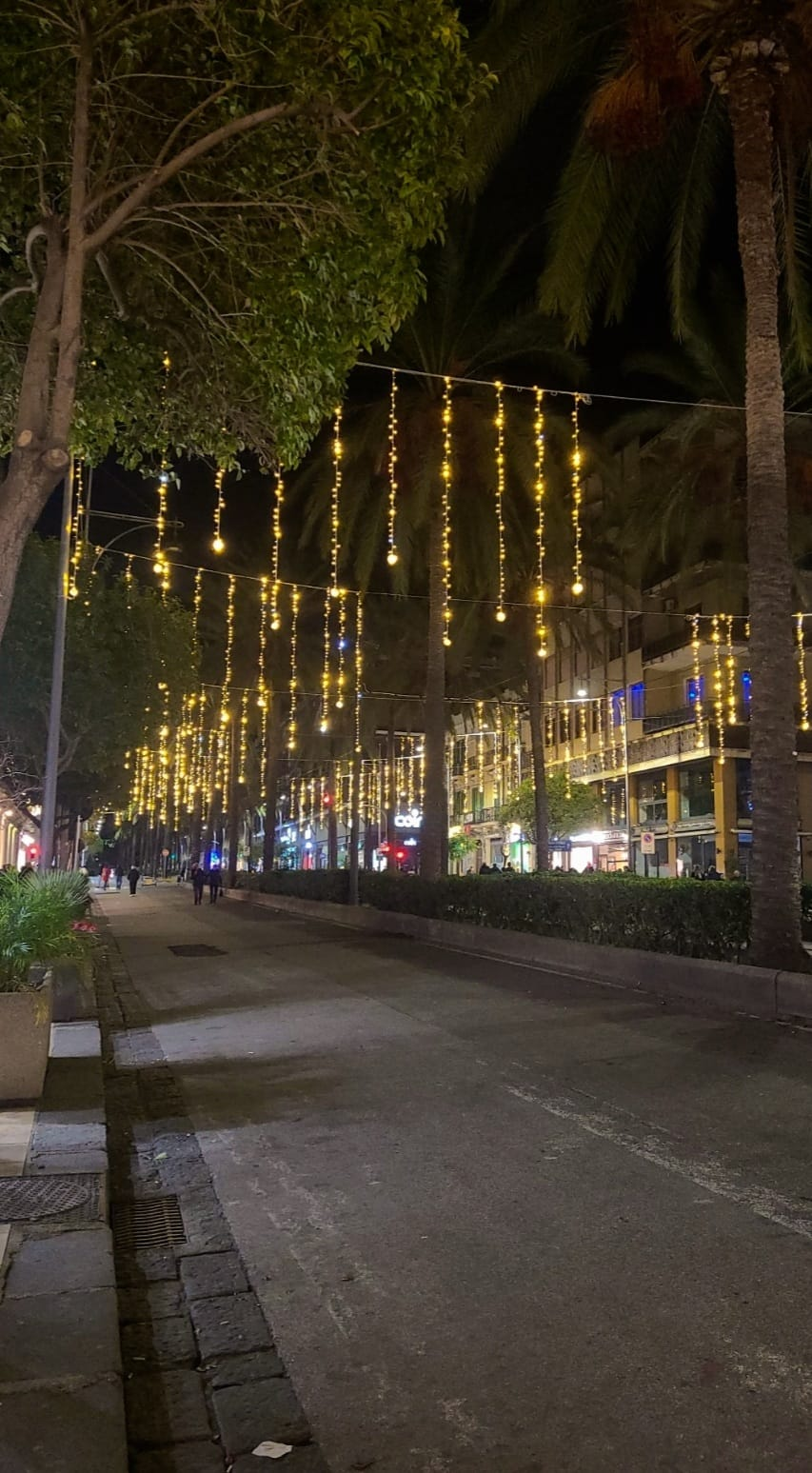
Un tratto del viale San Martino ormai pedonale, addobbato durante le feste natalizie